# Wayne Brown
Wayne Brown, né le 6 août 1988 à Kingston upon Thames, est un footballeur anglais évoluant au poste de milieu de terrain.